# Język malajski Moluków Północnych
Język malajski Moluków Północnych, także malajski wyspy Ternate – język pochodzenia austronezyjskiego, który służy jako lingua franca w prowincji Moluki Północne w Indonezji. Bywa klasyfikowany jako język kreolski oparty na malajskim albo też jako odmiana (dialekt) języka malajskiego/indonezyjskiego.
Miejscowa nazwa języka to bahasa pasar („język bazarowy”), a w literaturze jest określany jako Melayu Maluku Utara lub Melayu Ternate. Na uwagę zasługuje fakt, że w wielu zakątkach prowincji wchodzi w kontakt z niespokrewnionymi językami. Rodzime języki ternate i tidore, które również mają znaczenie ponadlokalne, użyczyły mu pewnych elementów gramatyki i leksyki. Określany bywa też jako bahasa Ternate („język ternate”), niemniej nazwa ta jest niejednoznaczna, gdyż odnosi się także do języka z grupy zachodniopapuaskiej. E.K.M. Masinambow posiłkował się terminem Melayu Halmahera („malajski Halmahery”), którym określał wspólny język Halmahery (największej z wysp Moluków) i pewnych innych obszarów.
Sporządzono opis jego gramatyki, wraz ze zbiorem tekstów (Ternate Malay: Grammar and Texts, 2012). Autorka publikacji skupiła się na odmianie wyspy Ternate i w takim znaczeniu posłużyła się terminem Ternate Malay. W samej Indonezji bywa mylony z blisko spokrewnionym malajskim miasta Manado.

## Historia i użycie
Język malajski rozpowszechnił się w regionie wiele stuleci temu, za sprawą rozwiniętego handlu przyprawami korzennymi. Nastąpiło to jeszcze przed przybyciem pierwszych Europejczyków na początku XVI wieku. Z terenów dzisiejszej prowincji Moluki Północne pochodzą najstarsze znane malajskojęzyczne rękopisy w piśmie jawi (listy sułtana Ternate Abu Hayata z 1521 i 1522). W obu tekstach posłużono się literacką odmianą malajskiego, z pewnymi cechami lokalnymi. Tutaj też Włoch Antonio Pigafetta, uczestnik wyprawy Magellana, sporządził bardzo wczesną listę słownictwa malajskiego (1522). Przypuszcza się, że region północnych Moluków (lub być może wyspy Banda) to źródło większości wschodnich odmian języka malajskiego. Choć malajski musiał być używany na wyspach od stuleci (już w I poł. XVI w. był znany mieszkańcom wyspy Tidore, a w XVII w. zapewne przyjął się szerzej), to przez dłuższy czas pozostawał językiem drugim. Do gwałtownego rozprzestrzenienia go w roli języka ojczystego (pierwszego) doszło dopiero w XX wieku, wskutek rozwoju ekonomicznego miasta Ternate i innych ośrodków regionalnych oraz migracji ludności o różnym pochodzeniu etnicznym. Pierwszy znany tekst w malajskim Moluków Północnych, poświęcony historii Ternate, ukazał się w 1878 r. Utwór ten został opublikowany na łamach „Bijdragen tot de Taal-, Land- en Volkenkunde”, z tłumaczeniem P. van der Craba.
Według danych Ethnologue posługuje się nim 700 tys. osób (2001). Zróżnicowane etnolingwistycznie miasto Ternate pozostaje dużym skupiskiem rodzimych użytkowników tego języka (wiejska ludność wyspy Ternate zachowuje natomiast swój własny język). Jest powszechnie wykorzystywany do kontaktów swobodnych, nieoficjalnych, współistniejąc z językiem indonezyjskim. Rodowici jego użytkownicy zamieszkują także miejscowość Soa Siu na wyspie Tidore oraz Tobelo na Halmaherze. Jako dodatkowy język jest znany na terenie całej prowincji, również na mniejszych okolicznych wyspach. Występują przy tym pewne różnice regionalne, uzależnione od lokalnego kolorytu językowego (w niektórych miejscach na malajski rzutują wręcz niespokrewnione języki). Północne Moluki to bowiem region silnie zróżnicowany językowo, a zarazem strefa kontaktów między językami austronezyjskimi i papuaskimi. W charakterze lingua franca przyjęły się też lokalne języki ternate i tidore.
Historycznie był szerzej używany w północnej części wyspy Buru (dzisiejsza prowincja Moluki). Od XVI wieku region ten (wyspy Buru i Ambelau) znajdował się pod wpływem kultury i polityki Sułtanatu Ternate. Jednakże w latach 80. XX wieku odnotowano, że na Buru wzrasta użycie malajskiego ambońskiego. Doprowadziły do tego częste kontakty z ludnością wyspy Ambon i grupami komunikującymi się w tym języku (dzieci coraz częściej posyłano tam do szkoły, a oprócz tego na Buru zaczęli przybywać nauczyciele i urzędnicy z zewnątrz). 
Większość jego użytkowników porozumiewa się także w standardowym j. indonezyjskim, który jest stosowany w piśmiennictwie i kontaktach oficjalnych. Miejscowa sytuacja językowa stanowi przykład dyglosji, w której lokalny malajski służy jako odmiana niska, a pokrewny mu standardowy j. indonezyjski pełni funkcję odmiany wysokiej. Istnieje kontinuum bytów językowych – od „czystego” lokalnego malajskiego (tzw. basilektu), przez formy mieszane aż do j. indonezyjskiego (akrolektu). Pojawił się także wpływ dżakarckiej odmiany języka narodowego, która jest szerzona za pośrednictwem środków masowego przekazu. Dominacja j. malajskiego/indonezyjskiego ma negatywny wpływ na żywotność autochtonicznych języków północnych Moluków  oraz przyczynia się do przekształcenia ich struktury (ang. metatypy); zjawisko to udokumentowano w przypadku języka taba.
Na wyspie Ternate był niegdyś używany język kreolski na bazie portugalskiego (zwany „ternateño”).

## Cechy i nazewnictwo
W malajskim wyspy Ternate występuje dość duża grupa słownictwa nieobecnego w zachodnich odmianach języka malajskiego, względnie niewywodzącego się ze rdzeni austronezyjskich. Zawiera zapożyczenia z języków europejskich (portugalskiego i niderlandzkiego), języka indonezyjskiego oraz autochtonicznych języków regionu. Z rodzimego języka ternate zaczerpnął dużą część leksyki, w tym wiele kolokwializmów, a także niektóre zaimki osobowe: ngana (2. os. lp.), ngoni (2. os. lm.). Część tych zapożyczeń pod względem formy reprezentuje starszy stan miejscowego języka. Na płaszczyźnie składni i semantyki lokalny malajski wykazuje silne wpływy języków zachodniopapuaskich. Znaczący zasób cech zapożyczył z języków ternate i tidore.
Do jego cech charakterystycznych należą: użycie formy kita jako nieformalnego zaimka 1. os. lp., szyk possessor-possessum w konstrukcjach dzierżawczych (określnik dzierżawczy przed elementem określanym, wykorzystanie łącznika pe), brak ścisłego rozróżnienia między częściami mowy (wyrazy mogą pełnić różne funkcje semantyczne i składniowe), ograniczona produktywna morfologia (konstrukcje kauzatywne z wykorzystaniem czasowników kase/kasi – „dawać” i biking/bikin – „robić”), formy przeczenia tara i bukang. Na poziomie systemu dźwiękowego i struktury wyrazowej zaszły pewne procesy obce językowi indonezyjskiemu (zanik bądź zastąpienie pewnych głosek w wygłosie, różne realizacje głoski szwa, redukcja dyftongów oraz skrócenie częstych form wyrazowych, w tym elementów składni). Produktywny prefiks baku-, będący składnikiem czasowników recyprokalnych, został zapożyczony z języka ternate. W lokalnym malajskim – podobnie jak w rodzimych językach regionu – funkcjonuje system orientacji przestrzennej, który wykorzystuje nie kierunki „lewo” i „prawo”, lecz osie ląd-morze i góra-dół (równolegle do wybrzeża).
Choć został opracowany pod względem gramatycznym, to bliższe jego umiejscowienie pośród odmian malajskiego (i odgraniczenie od języka narodowego) jest kłopotliwe (patrz sekcja Związki z innymi językami). Odnotowano silny wpływ cech języka indonezyjskiego, wynikający z roli odgrywanej przez system edukacji i popkulturę indonezyjską. W praktyce możliwe jest mieszanie elementów obu języków (istnieją formy pośrednie między indonezyjskim a lokalnym malajskim). Dobór cech językowych bywa uzależniony od takich czynników, jak stopień formalności sytuacji, temat rozmowy oraz status społeczny i charakter kompetencji językowych rozmówców.
Sami użytkownicy zwykle nie podkreślają jego odrębności od języka indonezyjskiego, toteż jest pozbawiony szeroko przyjętej nazwy. Lokalnie bywa określany na różne sposoby: bahasa pasar („język bazarowy”), bahasa Malayu („język malajski”), bahasa Melayu pasar („bazarowy malajski”), bahasa sehari-hari lub bahasa hari-hari („język codzienny”). Część osób określa go jako bahasa Ternate („język ternate”), ale inni rezerwują tę nazwę dla lokalnego (nieaustronezyjskiego) języka wyspy; jest to dwuznaczny termin.
W literaturze występują terminy: Melayu Maluku Utara (North Maluku Malay, North Moluccan Malay), Melayu Ternate (Ternate Malay, Ternatan Malay) . Są to zasadniczo określenia obce, rozpowszechnione w tekstach lingwistycznych (ta pierwsza nazwa została wprowadzona w latach 80. XX wieku). Bliskoznacznym terminem Melayu Halmahera (Halmahera Malay, „malajski Halmahery”) posługiwał się indonezyjski autor E.K.M. Masinambow, opisując wspólny środek komunikacji w rejonie Halmahery.

## Związki z innymi językami
Wśród samych użytkowników uchodzi za gorszą (niekulturalną i bazarową) postać języka indonezyjskiego. Z perspektywy historycznej reprezentuje jednak inny typ języka malajskiego niż dialekty zachodnie i język narodowy. W odróżnieniu od języka indonezyjskiego, który powstał z literackiej formy malajskiego, malajski Moluków Północnych ma swoje źródło w bazarowej odmianie tegoż języka (Bazaar Malay), która rozwinęła się wiele stuleci temu w wyniku kontaktów handlowych, wyprzedzając powstanie państwa indonezyjskiego. Bliższa klasyfikacja wschodnich języków (dialektów) malajskich pozostaje nierozstrzygnięta. Często zakłada się ich kreolski charakter, aczkolwiek użycie tego terminu budzi zastrzeżenia części autorów. Ethnologue (wyd. 19) określa tę odmianę jako język kreolski na bazie malajskiego, lecz P. M. Taylor (1983) posiłkuje się w tym kontekście terminem „dialekt”, nazywając malajski Moluków Północnych „substandardową” odmianą indonezyjskiego/malajskiego i porównując jego status socjolingwistyczny do sytuacji dialektów języka włoskiego we Włoszech. Litamahuputty w swoim opisie gramatyki nie porusza bliżej tego zagadnienia.
R. B. Allen i R. Hayami-Allen (2002) stoją na stanowisku, że malajski wyspy Ternate jest prekursorem innych języków malajskich ze wschodniej Indonezji, takich jak malajski miasta Manado i malajski papuaski. Świadczy o tym fakt, że zachowują one warstwę pożyczek leksykalnych z języka ternate. Najbliższy krewny tego języka, malajski miasta Manado (z prowincji Celebes Północny), ma znacznie większą społeczność użytkowników. Odmiana ta miała się rozprzestrzenić w XVII wieku pod wpływem znaczenia Sułtanatu Ternate w handlu korzennym. Potwierdza to historyczną rolę, jaką odgrywały w regionie sułtanaty Ternate i Tidore. Oba języki utrzymują wiele wspólnych cech i elementów słownictwa, w tym zasób zaimków, sposób tworzenia konstrukcji dzierżawczych oraz szereg zapożyczeń portugalskich i holenderskich. Nie są jednak ze sobą tożsame – odmiana z Manado odróżnia się chociażby formą przeczenia nyanda oraz brakiem systemu orientacji przestrzennej znanego z północnych Moluków. W regionie Nowej Gwinei malajski był początkowo szerzony przez Sułtanat Tidore (od XVIII w.), a później promowany przez misjonarzy chrześcijańskich.
Według jednej z propozycji malajski miasta Manado i malajski Moluków Północnych wykazują dalszy związek z malajskim Sri Lanki, któremu – pomimo odległości geograficznej – również przypisano rodowód indonezyjski. Z zapisków historycznych wynika, że przodkowie Malajów lankijskich przybyli z różnych wysp dzisiejszej Indonezji (w tym Jawy, ale też Moluków i Małych Wysp Sundajskich). K.A. Adelaar (1991) – na podstawie analizy wspólnych innowacji – sugeruje, że malajski Sri Lanki to pochodna malajskiego z północnych Moluków (aczkolwiek nie jest to pewne).
Współcześnie lokalny malajski wypiera tradycyjne języki regionu i umacnia się jego pozycja jako lingua franca. Dzieje się tak wskutek postępującej urbanizacji oraz z powodu wieloetnicznego charakteru prowincji i powszechności mieszanych małżeństw, w których rodzice nie decydują się na przekazanie dzieciom własnych języków etnicznych. Wraz z ekspansją malajskiego osłabiło się użycie języka ternate, zarówno w randze lingua franca, jak i wśród ludności Ternate.
Lokalny malajski, zwłaszcza w swoim niskim rejestrze (basilekcie), niekoniecznie jest wzajemnie zrozumiały zarówno z językiem indonezyjskim, jak i innymi odmianami malajskiego. Niemniej większość osób potrafi odpowiednio dostosować swój język, aby możliwe było porozumienie się z osobami z zewnątrz.
Jego wzajemna zrozumiałość z malajskim ambońskim (z południowych Moluków) przybiera ograniczony charakter. Tym więcej nie jest wzajemnie zrozumiały z malajskim wyspy Bacan (językiem bacan), którego związek z językami malajskimi pozostawał przez dłuższy czas niezauważony. Język ten, używany przez potomków migrantów z Borneo, odróżnia się zarówno swoimi korzeniami historycznymi, jak i aspektami gramatyki (ma bardziej złożoną morfologię). Dziś na wyspach Bacan dominuje malajski wyspy Ternate, choć nie jest to odmiana w pełni tożsama, jako że występują pewne różnice w użyciu partykuł i prozodii.

## Zaimki osobowe
Źródło: Litamahuputty 2012b ↓, s. 142
| 1. os. lp. | kita saya | 1. os. lmn. | kitorang / torang / tong |
| 2. os. lp. | ngana     | 2. os. lmn. | ngoni                    |
| 3. os. lp. | dia / de  | 3. os. lmn. | dorang / dong            |
Konstrukcje dzierżawcze tworzy się poprzez wykorzystanie łącznika punya (dosł. ‘posiadać’; zwykle w skróconych formach: pe, pu, pun). Przykładowo: ngana pe rambu („twoje włosy”), motor pe warna („kolor motocykla”).
Forma saya (1. os. lp.) ma charakter grzecznościowy. Podobnie ngoni (2. os. lmn.) służy czasem jako formalny zaimek 2. os. lp. Spotyka się również zaimek kamu (2. os. lp./lmn.), pochodzący z języka indonezyjskiego.